# 松山将吾
松山 将吾（まつやま しょうご、1994年（平成6年）8月23日 - ）は、京都府出身の競艇選手。登録番号4828。身長164cm。血液型A型。114期。滋賀支部所属。同期に、羽野直也、村松修二、松尾拓、中村桃佳らがいる。

## 来歴
- 2014年5月、びわこ競艇場での近江牛カップでデビュー（6号艇6コース、6着）。
- 2014年8月、びわこ競艇場での第19回びわこカップで水神祭を飾る（5号艇6コース、決まり手はまくり差し）。
- 2016年12月、びわこ競艇場での選手会会長杯争奪2016年末ファイナルで初優出（3号艇3コース、5着）。
- 2018年3月、びわこ競艇場での第40回びわこ王座決定戦で初優勝（2号艇2コース、決まり手はまくり）。

## 人物・エピソード
- やまと学校在籍時の勝率は5.63。優出2回。優勝0回[2]。
- 師匠は吉川昭男で、丸野一樹は兄弟子にあたる。[3]
- 2017、2018年、ボートレースびわこのフレッシュルーキーに選出される[4]。